# جوردن بارا
جوردن بارا (بالإسبانية: Jordan Parra) هو دراج كولومبي، ولد في 19 أبريل 1994 في بوغوتا في كولومبيا.

## وصلات خارجية
- جوردن بارا على موقع الاتحاد الدولي للدراجات (الإنجليزية)
- جوردن بارا على موقع أرشيف الدراجات (الإنجليزية)
- جوردن بارا على موقع إحصائيات الدراجات الإحترافية (الإنجليزية)
- جوردن بارا على موقع نسبة الدراجات (الإنجليزية)